# Phorbia sepia
Phorbia sepia är en tvåvingeart som först beskrevs av Johann Wilhelm Meigen 1826.  Phorbia sepia ingår i släktet Phorbia och familjen blomsterflugor. Arten är reproducerande i Sverige. Inga underarter finns listade i Catalogue of Life.